# Stadio di Villa Scassi
Lo stadio Villa Scassi era un impianto sportivo di Sampierdarena, città del Genovese in seguito incorporata al capoluogo ligure.

## Descrizione

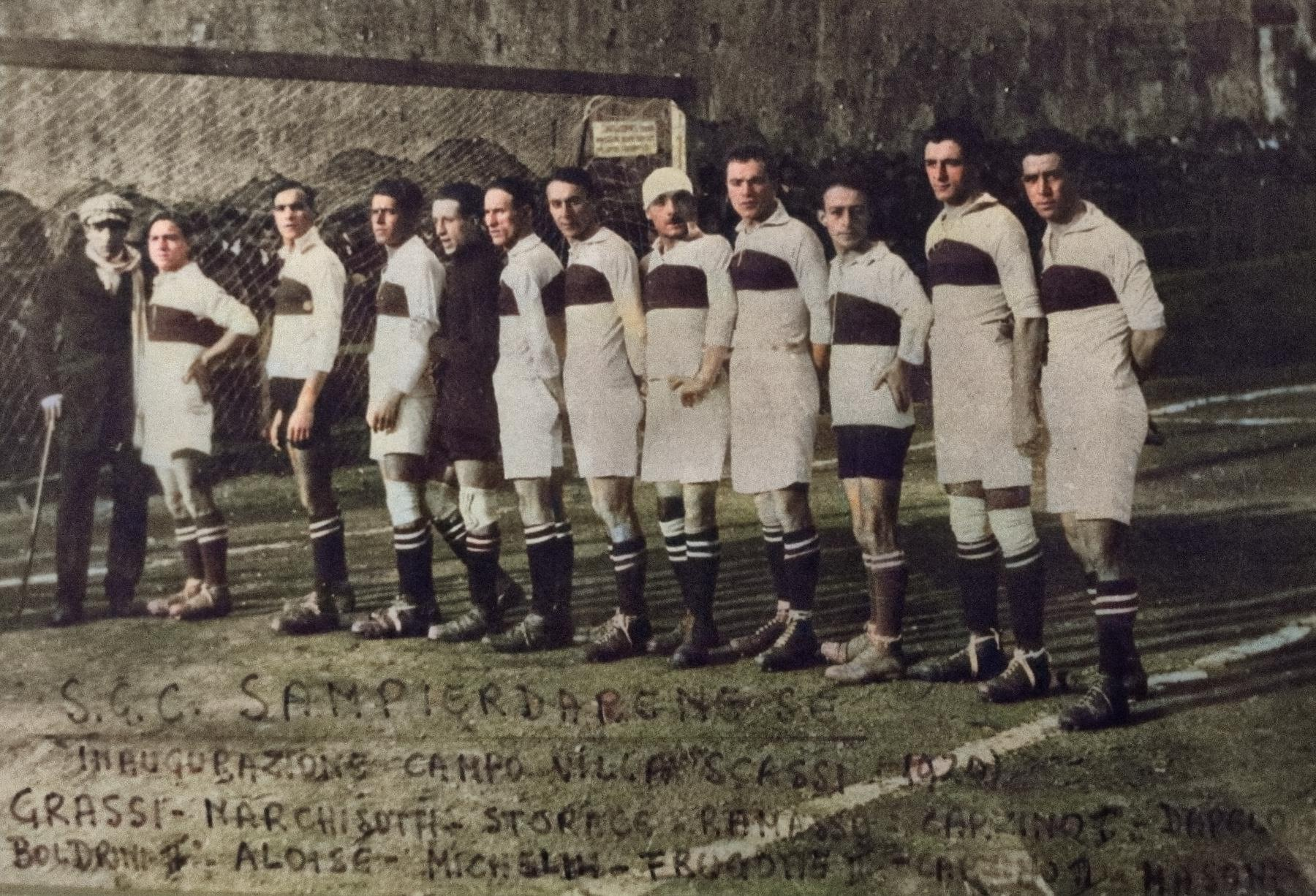
La Sampierdarenese inaugura lo Stadio di Villa Scassi

L'impianto era ricavato nel parco della cinquecentesca villa Imperiale Scassi, detta La Bellezza, acquistata nel 1888 dall'allora comune di Sampierdarena.
Costruito dall'impresa Stura, poteva contenere sulle sue tribune in legno al massimo 5 000 spettatori stipati come in una scatola di pillole. "A scàtoa de pìloe" fu infatti il soprannome con cui i sampierdarenesi presero a chiamare l'impianto, benché il giornalista sportivo Carlo Bergoglio, detto "Carlin", preferisse chiamarlo "la scatola dei biscotti".
Fu inaugurato nel 1920 con un derby amichevole tra i padroni di casa della Sampierdarenese e l'Andrea Doria terminato con il risultato di 4-1.
La prima partita di campionato viene giocata il 19 dicembre 1920 e vede la Sampierdarenese vincere 2 a 0 contro lo Speranza Savona Football Club.
La Sampierdarenese vi disputò i suoi primi 8 campionati nella massima serie nazionale, compresa la finale di andata del campionato di Prima Categoria FIGC 1921-1922 del 7 maggio 1922 contro la Novese, finita a reti inviolate.
L'impianto ebbe vita breve, fu infatti chiuso nel 1928 e demolito per fare spazio all'attuale via Antonio Cantore.

## Statistiche
| Stagione        | Squadra         | Campionato      | Campionato | Campionato | Campionato | Campionato | Vittorie |
| Stagione        | Squadra         | Comp            | G          | V          | N          | P          | Vittorie |
| --------------- | --------------- | --------------- | ---------- | ---------- | ---------- | ---------- | -------- |
| 1920-1921       | Sampierdarenese | A               | 6          | 4          | 0          | 2          | 66,67    |
| 1921-1922       | Sampierdarenese | A               | 9          | 8          | 1          | 0          | 88,89    |
| 1922-1923       | Sampierdarenese | A               | 13         | 13         | 0          | 0          | 100,00&  |
| 1923-1924       | Sampierdarenese | A               | 11         | 7          | 0          | 4          | 63,64    |
| 1924-1925       | Sampierdarenese | A               | 12         | 6          | 5          | 1          | 50,00    |
| 1925-1926       | Sampierdarenese | A               | 11         | 9          | 1          | 1          | 81,82    |
| 1926-1927       | Sampierdarenese | A               | 9          | 7          | 1          | 1          | 77,78    |
| 1927-1928       | La Dominante    | CC              | 6          | 5          | 0          | 1          | 83,33    |
| Totale carriera | Totale carriera | Totale carriera | 77         | 59         | 8          | 10         | 77,63    |